# 德珠·加羊西绕班典
德珠·加羊西绕班典（藏語：འཇམ་དབྱངས་ཤེས་རབ་དཔལ་ལྡན་，威利转写：'jam dbyangs shes rab dpal ldan，2005年11月30日—）藏族，西藏自治区山南地区隆子县列麦乡2村人，第六世（计追认）德珠活佛。

## 生平
2010年4月7日，山南地区行署向西藏自治区人民政府呈报了《准予寻访认定第五世德珠·江白格桑活佛转世灵童的请示》。2010年4月23日，西藏自治区人民政府下发了《准予寻访认定第五世德珠·江白格桑活佛转世灵童的批复》（藏政函[2010]37号）。此后，山南地区佛教协会成立了由山南地区佛教协会会长列谢土米为组长，山南地区佛教协会副会长旦增多吉、朗追加措，扎果寺民主管理委员会主任坚参朗追、副主任洛桑坚参为成员的德珠活佛转世灵童寻访小组。中国佛教协会西藏分会成立了以西藏自治区政协副主席、中国佛教协会西藏分会会长珠康·土登克珠活佛为组长，西藏自治区人大常委会副主任新杂·单增曲扎活佛为副组长，中国佛教协会西藏分会副会长、拉萨市佛教协会会长洛桑巴·赤列曲桑活佛等为成员的指导小组。德珠活佛转世灵童寻访小组在指导小组的指导下，寻找到洛桑多吉、次珠坚才两位男童，作为转世灵童候选人。
2010年7月4日（藏历铁虎年5月23日），西藏自治区人民政府特派代表主持的认定第五世德珠活佛转世灵童金瓶掣签，在大昭寺释迦牟尼像前举行。通过金瓶掣签，选中洛桑多吉为第五世德珠活佛的转世灵童。随后，班禅额尔德尼·确吉杰布为转世灵童剃度，并起法名“加羊西绕班典”。2010年7月30日（藏历6月19日），转世灵童从山南地区乃东县泽当镇被迎请到隆子县扎果寺。同年8月2日（藏历6月22日），在扎果寺举行了转世灵童坐床典礼，加羊西绕班典正式继任德珠活佛。
2011年4月，他曾赴拉萨布达拉宫、大昭寺、哲蚌寺等处礼佛。

## 家庭
- 父：格桑旺堆[1]
- 母：白玛拉宗[1]